# 排日移民法
排日移民法（はいにちいみんほう）は、1924年7月1日に施行されたアメリカ合衆国の法律の日本における通称である。正確には1924年移民法（Immigration Act of 1924）、またはジョンソン＝リード法(Johnson–Reed Act)であり、日本人移民のみを排除した法律ではない。この法律では、各国からの移民の年間受け入れ上限数を、1890年の国勢調査時にアメリカに住んでいた各国出身者数を基準に、その2%以下にするもので、1890年以後に大規模な移民の始まった東ヨーロッパ出身者・南ヨーロッパ出身者・アジア出身者を厳しく制限することを目的としていた。独立した法律があるわけではなく、既存の移民・帰化法に第13条C項（移民制限規定）を修正・追加するために制定された「移民法の一部改正法」のことを指す。
特にアジア出身者については全面的に移民を禁止する条項が設けられ、当時アジアからの移民の大半を占めていた日本人が排除されることになり、アメリカ政府に対し日系人移民への排斥を行わないよう求めていた日本政府に衝撃を与えた。

## 前史

### アジア系移民の歴史
アメリカにおけるアジア系移民の流入は1848年のゴールドラッシュからはじまった。多くの中国系肉体労働者がカリフォルニア州を中心に鉱山労働や鉄道建設に従事した。アイルランド系移民をはじめとする白人貧困労働者との対立・抗争は1870年代に早くも記録がある。
一方で1870年制定のアメリカ連邦移民・帰化法は「自由なる白人およびアフリカ人ならびにその子孫たる外国人」が帰化可能であるとしていた。ここで言う「自由なる白人 (free white)」が指すものは当初は明確ではなかったものの、判例の積み重ねなどでそれは「コーカサス人種 (Caucasian)」であるとされた。
中国系に関しては、1875年のen:Page Act of 1875で既に制限が行われていたが、1882年のいわゆる中国人排斥法で明示的に移民が禁止されることになった（当初10年間の時限措置だったが後に延長がなされた）。

### 日本人移民への排斥活動とその対応
日本人の場合、ハワイへの移民は明治時代初頭のハワイ王国時代から見られ、やがてアメリカ大陸本土への移民も盛んとなる。日本から直接渡航する場合もあったが、多くの者は入国しやすくまた日系人共同体がすでに存在していたハワイ（あるいはカナダやメキシコ）を土台として、ハワイのアメリカへの吸収合併などにより機を見ては西海岸各都市に渡航していたようである。この頃に移民した日系人たちは、英語などの欧米系言語の理解力は劣っていたものの、識字率そのものは高く勤勉で粘り強く仕事をこなし、ある程度の成功を掴む者も現れた。
大部分は白人の下働きなど、低廉な賃金の労働に従事していたが、従順に働くことから周囲からの反感を買い、日本人漁業禁止令や児童の修学拒否など、西海岸諸州では数々の排日運動が起こった。しかし彼らは一般的に「日系人だけで閉鎖的共同体を形成し地域に溶け込まない」、「稼いだ金は日本の家族に送金してしまう」などとアメリカ人からは見られていた。実際、当時の日系人は日用品ですら日本から取り寄せていたため、現地の商品を買ってくれず現地に金を落としてくれないというアメリカ人からの批判も多かった。しかし、移民たちがまとまって暮らすことには、言葉の問題や習慣の違いによる現実的理由のほか、迫りくる反日感情からわが身を守るための手段でもあった。また、現実にアメリカ市民権の取得には熱心ではない人が多く、合衆国への忠誠を誓わないなど、排斥される理由はあった。
それでも、日本人はアジア諸民族の中で唯一、連邦移民・帰化法による移民全面停止を蒙らなかった民族であった。これは日本がアジアで唯一、欧米諸国と対等の外交関係を構築した独立国で「文明化が進んだ」国であり、アメリカ連邦政府も日本の体面維持に協力的であったことによる。しかし連邦政府はその管掌である移民・帰化の制馭は可能でも、州以下で行われる諸規制に対しては限定的な影響力しか行使できなかった。
こうした連邦以下での排斥行動が典型的に現れたのが1906年、サンフランシスコ市の日本人学童隔離問題であった。同年の大地震で多くの校舎が損傷を受け、学校が過密化していることを口実に、市当局は公立学校に通学する日本人の学童（総数わずか100人程度）に、東洋人学校への転校を命じたのである。この隔離命令はセオドア・ルーズベルト大統領の異例とも言える干渉により翌1907年撤回されたが、その交換条件としてハワイ経由での米本土移民は禁止されるに至った。
この背景としては、日露戦争に伴ってアメリカが外債の消化や平和交渉など日本を陰から支援したにもかかわらず、日本が門戸開放政策などの見返りを行わなかったことへの不満も挙げられる。

### 日米紳士協約とその後
日本政府もここへきて危機感をもつ。為政者にとって在米日本人の問題は、すでに植民地経営が開始されていた台湾、朝鮮、日露戦争により進出の基盤を得た満州ほどの重要性はなかったが、大国としての矜持から、他のアジア系民族と同列に連邦移民・帰化法規を適用されることは避けたいと認識されていた。こうして1908年、林董外務大臣とトーマス・オブライエン駐日大使との間で一連の「日米紳士協約」(en)が締結され、米国への移民は日本政府によって自主的制限がされることとなった。この協定により旅券発行が停止されたのは主として労働にのみ従事する渡航者であり、引き続き渡航が可能だったのは一般観光客、学生、公務や商用での出張者および米国既在留者の家族であった。この紳士協定による自主規制の結果として以後10年ほど日本人移民の純増数（新規渡米者－帰国者）はほぼ横ばいに転じる。
紳士協約の「米国既在留者の家族は渡航可能」という抜け道を活用する形でこの頃盛んとなったのが「写真結婚」による日本人女性の渡米である。当時はヨーロッパ系アメリカ人とアジア人との結婚は原則として禁止されていたため、米国既在留者は男性独身者比率が高く、若い女性の「需要」は高かった。そこで彼らの出身地の親戚や縁故との間で写真や手紙だけを取り交わして縁談を成立させ、花嫁が旅券発給を受けて入国したわけであるが、元々見合結婚の習慣のないアメリカ人にとってこの形態は奇異であり、カリフォルニア州を中心として非道徳的として攻撃された。背景には、独身日系人男性が妻帯しやがて子供も生まれることで（出生児は自動的に米国市民権を得る）日系人コミュニティーがより一層発展定着することへの危機感があったことが考えられる。結局、写真結婚による渡米は日本政府により1920年禁止される。
一方「単純労働者から脱却し定着を図る日系人」への警戒感は、その土地利用への制限となって具現化する。1913年カリフォルニア州ではいわゆる外国人土地法が成立、移民・帰化法でいうところの「帰化不能外国人」の土地所有が禁止された。法人組織を通じて土地を購入する、あるいは米国で誕生した自分の子供（前述の如く米国市民権を得ている）に土地を所有させ、自らはその後見人となり更に子供から土地を賃借する、など様々の脱法的土地利用方法が駆使されたが、1921年の土地法改正により、これらの法的な抜け道はすべて否定されるに至った。
なお、米国全土でみると移民排外主義は白人中のいわゆるWASPを中心とした層に支持者が多かったが、西海岸諸州においては、東部から中西部ではむしろ被差別の対象で、且つ日系人と職をめぐって競合していた南欧・東欧出身の下層労働者ら（特にイタリア系貧困労働者）が排日運動において積極的役割を果たしたことが特徴的であった。
さまざまな圧迫の中で、1920年には米国全土で約12万人、カリフォルニア州で7万人（州総人口の2%）の日系人が生活していた。

## 1924年排日移民法

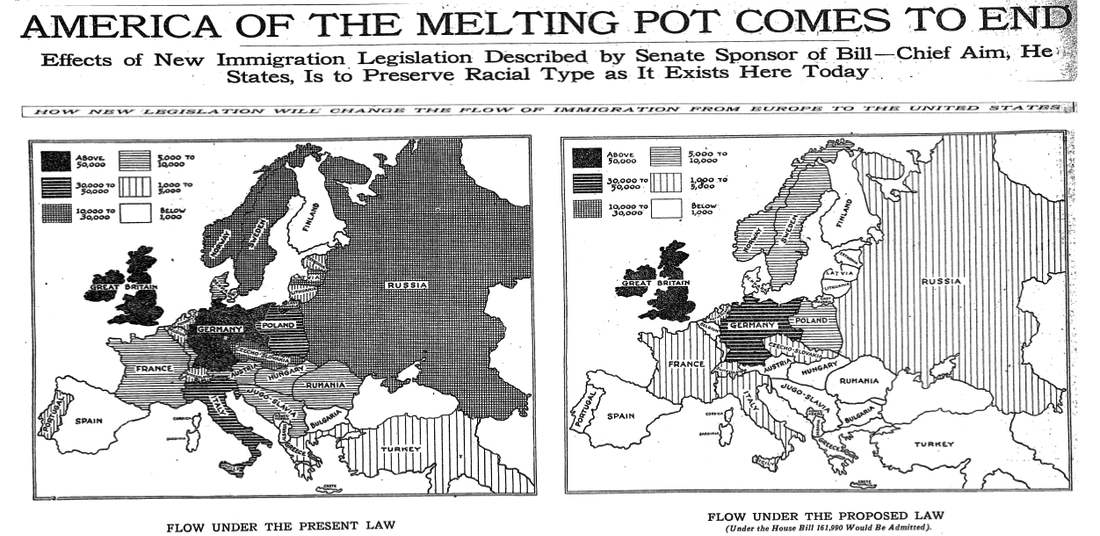
ニューヨークタイムズに掲載された「アメリカの人種のるつぼが終わる」と題されたヨーロッパ地図。左の1921年移民割当法下の移民枠に比べ、右の1924年の新法における割当枠はロシアやイタリアなどが大幅に減らされ、東欧はおおむね年間移民枠1,000人以下に抑えられてしまっている

以上のように、米国における日本人（日系人）の移民活動は紳士協定に基づいた日本の自主規制と州レベルでの排斥活動の間で微妙なバランスを保ちつつ進行していたが、1924年にはいわゆる排日移民法が米国連邦議会で審議され成立することで大転換を迎える。

### 法案の内容
先立つこと1921年、米国連邦議会は移民割当法 と通称される法案を成立させていた。同法では、1910年国勢調査における各国別生まれの居住者数を算出、以後の移民はその割合に比例した数でのみ認められるとしていた。しかし、1910年という基準年次は、すでに南欧・東欧系の大量移民が始まった後であるために彼らにとって有利だという不満が高まり、基準年次を南欧・東欧系移民が未だ少数だった1890年に後退させる改正案が急浮上した。
南欧・東欧系移民に不満を抱いた人々の中には、賃金の安い南欧・東欧人が大量に流入することでアメリカ人の賃金が抑えられてしまうことを危惧する労働界や、カトリック教徒やユダヤ教徒が多数派となることでアメリカの文化が変わってしまうことを恐れるWASP、政治的過激派の多い移民が増えることで共産革命がアメリカに起こることを恐れる保守派のほかに、東欧・南欧人はアメリカ人より劣っていると考える優生学者もいた。ここにはマディソン・グラント（「偉大な人種の消滅 "The Passing of the Great Race"」などの著書がある）らに影響された、北方人種こそ人類文明のほぼすべてを築いた優れた人種だとするノルディキスト（北方主義者）が含まれる。グラントは合衆国政府にもアドバイザーとして招かれ、合衆国を栄えさせるには、コーカソイドの中でも北方人種である北欧諸国人とドイツ人・イギリス人・アイルランド人については移民制限を弱めて移民を奨励する一方で、中欧・東欧のアルプス人種や地中海周辺の地中海人種については制限を強化し、黒人や黄色人種などの有色人種は一切移民させないことが肝要だと主張した。グラントの主張はカルビン・クーリッジ大統領にも強い影響を与えた。また、1890年代に東欧系移民が増えた原因は、ユダヤ人がロシア帝国のポグロムを逃れたことにあり、以後の東欧系移民もユダヤ人が多いため、反ユダヤ感情も東欧系移民制限論の背景にはあった。
1924年の移民・帰化法改正はこのような背景でまず下院で提起され、そこには排日といった要素はもともと含まれていなかった。仮に1890年基準年次をとった場合日本の移民割当数は年間146人となるはずであった。
ところが反東洋系色の強いカリフォルニア州選出下院議員の手によって「帰化不能外国人の移民全面禁止」を定める第13条C項が追加される。「帰化不能外国人種」でありながらこの当時移民を行っていたのは大部分日本人だったため、この条項が日本人をターゲットにするものであるのは疑いようもなかった。

### 下院から上院へ

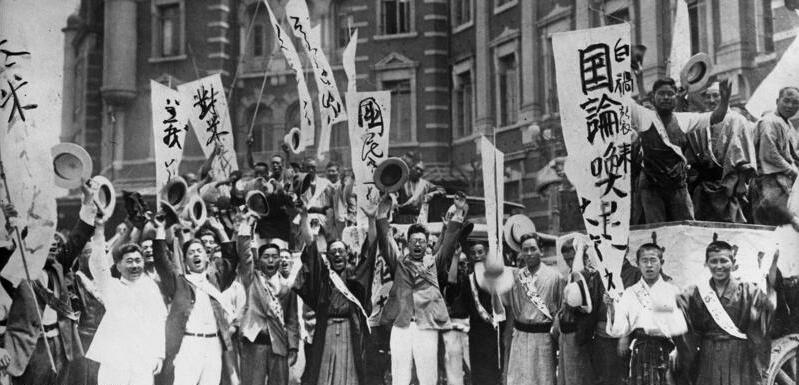
排日移民法に抗議するデモ。
----
1924年8月、在日アメリカ大使館前

下院で同法案は可決され審議は上院に移った。この時点では、より地域利害に影響されにくい上院では同法案は否決、あるいは大幅に修正されるであろう、その結果日本は理想的には現在の紳士協定方式の維持、悪くとも割当移民方式の対象国となるのではないか、との観測を米連邦政府国務省、在ワシントン日本大使館ともに抱いていた。しかし上院では、日本からの移民流入が米連邦政府のコントロール下になく、内容の曖昧な紳士協定に基づいて日本政府が行う自主規制に依拠している点が外交主権との観点で問題とされた。

### 埴原書簡問題
米国務長官ヒューズと駐米大使埴原正直は、紳士協定の内容とその運用を上院に対して明らかにすることが、排日的条項阻止のために不可欠であるとの判断で一致した。こうして、埴原がヒューズに書簡を送付、ヒューズがそれに意見書を添付して上院に回付する、という手はずが整った。ところが、埴原の文面中「若しこの特殊条項を含む法律にして成立を見むか、両国間の幸福にして相互に有利なる関係に対し重大なる結果を誘致すべ（し）」（訳文は外務省による）の「重大な結果 (grave consequences)」の箇所が日本政府による対米恫喝（「覆面の威嚇」veiled threat）である、とする批判が排日推進派の議員により上院でなされ、法案には中立的立場をとると考えられていた上院議員まで含めた雪崩現象を呼んだ。「現存の紳士協定を尊重すべし」との再修正案すらも76対2の大差で否決された。クーリッジ大統領は「この法案は特に日本人に対する排斥をはらんでいるものであり、それについて遺憾に思う」という声明を出して否定的な立場をとったが、議会の西海岸選出議員を中心とする排日推進派による圧力に屈する形で拒否権発動を断念、日系人は「帰化不能外国人」の一員として移民・帰化を完全否定されることになった。

### 成立の背景
この対日排日法の成立について、通俗的には埴原書簡中の「重大な結果」という不注意な文言が上院の雰囲気を逆転させた、と理解されているが、書簡の有無にかかわらず同法成立は時代の必然だった、とする分析も有力である。理由として以下のようなものが挙げられる。
- 第一次世界大戦後の孤立主義（モンロー主義）的風潮の下で、日米両政府が立法府（米議会）の関与できない協定を結び、米国の主権を侵害することに対する反発は議会内で非常に強く、その流れを読めなかった国務省、在米大使館は楽観的過ぎた。
- 1924年は連邦議会選挙年であり、上下両院議員とも妥協的な態度はとり難かった。
- 同年は大統領選挙年にもあたっており、前年にハーディング大統領の急死により副大統領から昇格したクーリッジ大統領は当初、「この法案は特に日本人に対する排斥をはらんでいるものであり、それについて遺憾に思う」という声明を出し、成立には否定的な態度であったが、当時人口増加で重要州となっていたカリフォルニアの意向を無視できなかった。

## 後年への影響
この排日移民法によって日本は大きな移民先を失ったため、その代替として満州を重視せざるを得なくなり満州事変につながったとする見方が古くから存在する。昭和天皇が敗戦後、日米開戦の遠因として「加州（カリフォルニア）移民拒否の如きは日本国民を憤慨させるに充分なものである（中略）かかる国民的憤慨を背景として一度、軍が立ち上がつた時に之を抑へることは容易な業ではない（『昭和天皇独白録』より）」と述べているのが好例である 。
一方で、同法によって日本人移民が全面禁止されなくとも、上述の紳士協定下で日本からの移民はもともと制限されており（1909年から1923年の日本人移民純増数は合計で8,000人強、年平均で600人弱に過ぎず、しかも1921年からは純減に転じていた）、更に割当制が必至とすれば日本が期待できたのは年間146人に過ぎず、日本が現実に失った利益は小さい、とする見解もある。移民法の成否にかかわらず、日本の対米移民はもともと対中国大陸に比べてはるかに小さな比重を占めていたに過ぎないのだから、同法の成立は後の日本の大陸進出とは関連がない、という説もある。
いずれにせよ、排日移民法は当時の日本人の体面を傷つけ、反米感情を産み、太平洋戦争へと突き進む遠因となったのは疑いないところである。少数とはいえども移民する権利が存在する状態と、完全に移民する権利が奪われて1人も移民できなくなるのとでは、超えられない差が存在しており、新渡戸稲造が同法成立に衝撃を受け、二度と米国の地は踏まないと宣言する（実際は1932年に満州事変の国策擁護目的の米国講演を行うこととなり、翌年カナダで客死）など、特にそれまで比較的親米的な感情を持っていた層に与えた影響は大きかった。他の枢軸国のイタリア系やドイツ系には同じ扱いをしなかった事、又WW2開始後に戦時下でも市民権を持つ日系二世以降まで強制収容した事から明らかな人種差別法であった。
東欧諸国の移民枠が削減されたことによりアメリカへのユダヤ人移民は減少した。国外を目指すソ連や東欧のユダヤ人はアメリカの代わりにイギリス委任統治領パレスチナを目指したが、パレスチナにおけるユダヤ人人口の増加は先住のアラブ人との摩擦を起こし、1936年のアラブ大反乱やイギリス当局によるユダヤ人移民枠の削減という結果を起こしている。1930年代後半から1940年代、東欧のユダヤ人はナチスの脅威にさらされたが、移民枠の存在のためにアメリカへ逃れることは不可能になり、そのままホロコーストに巻き込まれた。
なおアメリカが連邦レベルで移民・帰化関連法規を改正し、人種的制限が撤廃されるのは1952年、カリフォルニア州で人種による土地所有・賃借の制限が消滅するのは1957年のことである。1965年に移民法で国別人数制限が改正された。